# Diospyros flavocarpa
Diospyros flavocarpa är en tvåhjärtbladig växtart som först beskrevs av Eugène Vieillard och Parmentier, och fick sitt nu gällande namn av Frank White. Diospyros flavocarpa ingår i släktet Diospyros och familjen Ebenaceae. Inga underarter finns listade i Catalogue of Life.